# Notonecta repanda
Notonecta repanda är en insektsart som beskrevs av Hungerford 1934. Notonecta repanda ingår i släktet Notonecta och familjen ryggsimmare. Inga underarter finns listade i Catalogue of Life.